# Villa Park
Villa Park je nogometni stadion u birminghamskoj četvrti Witton te je dom nogometnom klubu Aston Villi od 1897. godine. Prije Ville Park, klub je igrao na Aston Parku (1874. – 1876.) i Wellington Roadu (1876. – 1897.).
Stadion je otvoren 1897. godine a dizajnirao ga je slavni škotski arhitekt Archibald Leitch koji je zaslužan za neke od najvećih nogometnih stadiona u Britaniji i svijetu. Tako je Leitch zaslužan za primjerice Celtic Park (Celtic), Ibrox Park (Glasgow Rangers), Old Trafford (Manchester United), Highbury (Arsenal), Anfield Road (Liverpool), Goodison Park (Everton), White Hart Lane (Tottenham Hotspur) i Craven Cottage (Fulham).
Do 1914. godine oko terena se nalazila biciklistička staza pa su se redovito održavala biciklistička i atletska natjecanja. Ovo je bilo i mjesto održavanja boksačkih i ragbijaških mečeva kao i koncerata.
Na Villa Parku je odigrano 16 utakmica engleske reprezentacije (prva 1899. a posljednja 2005. godine). Time je Villa Park postao prvi engleski nogometni stadion na kojem su održane utakmice Gordi Albiona u tri različita stoljeća. Također, engleski nogometni savez je 55 puta odabirao Villu Park kao neutralni teren za održavanje polufinalnih utakmica FA Kupa. Isto tako, Villa Park je bio jedan od stadiona domaćina tijekom Svjetskog nogometnog prvenstva 1966. i EURA 1996. te mjesto održavanja posljednjeg finala Kupa pobjednika kupova 1999. godine između rimskog Lazija i španjolske RCD Mallorce.
Tijekom svoje slavne povijesti, stadion je prošao razne faze obnove i razvoja. To je rezultiralo današnjom konfiguracijom tribina Holte End, Trinity Road Stand, North Stand i Doug Ellis Stand. Nakon tragedije na Hillsboroughu i izvještaja o nesreći poznatog kao Taylor Report, postalo je obvezatno da sva mjesta na britanskim stadionima budu sjedeća. Tako birminghamski stadion danas ima 42.682 mjesta.
Najveća posjećenost stadionu ostvarena je 2. ožujka 1946. na utakmici šestog kola FA Kupa protiv Derby Countyja. Tada je na utakmici prisustvovalo 76.588 gledatelja.

## Povijest
Na prijašnjem terenu Wellington Roadu klub je imao probleme s lošim pristupom stadionu, malim kapacitetom te velikom cijenom najma. Tako je 1894. godine vodstvo kluba započelo pregovore s vlasnicima Aston Lower Groundsa koji se tada nalazio unutar viktorijanskog zabavnog parka te se sastojao od nogometnog i kriketaškog terena te atletske staze i male tribine. Izvorno, taj prostor je bio povrtnjak sira Thomasa Holtea (vlasnika Aston Halla) koji je kasnije postao viktorijanski zabavni park s akvarijem i velikom dvoranom.
Današnji teren nalazi se na mjestu Dovehouse Poola, ukrasnog ribnjaka koji je isušen 1889. godine. Tadašnji vlasnici Aston Lower Groundsa na tom su mjestu izgradili biciklističku stazu i sportski stadion koji je otvoren 10. lipnja 1889. za kombinirano biciklističko i atletsko natjecanje.
Predstavnici kluba su postigli dogovor s tadašnjim vlasnikom Lower Groundsa, Edgarom Flowerom o zakupu prostora na 21 godinu s cijenom od 300 funti godišnje te opcijom da se teren može kupiti u bilo kojem trenutku trajanja ugovora. Prije nego što se Aston Villa ondje preselila, tamo je izgrađena nova tribina te su uz nju otvorene tribine na preostale tri strane tako da je stadion mogao primiti oko 40.000 gledatelja. Iako nije bio u potpunosti dovršen, novi stadion je otvoren 17. travnja 1897. prijateljskom utakmicom između domaćina Aston Ville i Blackburn Roversa. Susret je održan tjedan dana nakon što je Aston osvojio dvostruku krunu (prvenstvo i FA Kup).
Tijekom 1899. godine, prosječna posjećenost stadionu bila je oko 21.000 gledatelja što je omogućilo klubu da uloži u poboljšanje stadiona kroz dvije faze. Prva faza je uključivala postavljanje krova na tribinu Trinity Road Stand kao i obnovu tribina oko staze da bi se ispravio arhitektonski propust koji je većem broju gledatelja prouzročio loš pogled na teren. Samo zemljište na kojem se nalazio teren, Aston Villa je kupila 1911. godine za 8.250 funti kao i uredske zgrade i parkirni prostor za 1.500 funti. Tijekom lipnja 1914. započela je druga faza poboljšanja stadiona čime bi Villa Park bio moderan kao drugi stadioni diljem zemlje, primjerice Goodison Park. Upravo tada je kod Evertona završena tribina na dvije razine. Na Villa Parku se tijekom druge faze krenulo s uklanjanjem biciklističke staze te je dovršeno profiliranje svih tribina kako bi se približile terenu. Tadašnji ambiciozni klupski direktor Frederick Rinder je angažirao poznatog arhitekta Archibalda Leitcha da dizajnira novi Villa Park koji bi imao kapacitet za oko 100.000 gledatelja. Sam proces projektiranja i napore oko izgradnje, ozbiljno je poremetilo izbijanje prvog svjetskog rata.

### Razdoblje nakon 1. svj. rata
Sudjelovanje Velike Britanije u prvom svjetskom ratu dovelo je do pogoršanja ekonomske situacije u zemlji te povećanja troškova tako da se na stadionu nije ništa radilo. U travnju 1922. je započela izgradnja nove Trinity Road Stand tribine koju je dizajnirao Archibald Leach. Ona je djelomično otvorena tijekom kolovoza iste godine. Radovi su nastavljeni tijekom sezone 1922./23. a sama tribina je službeno otvorena 26. siječnja 1924. Na ceremoniji svečanog otvaranja tribine sudjelovao je tadašnji vojvoda od Yorka, kasnije budući engleski kralj Đuro VI. Stadion je tada mogao primiti oko 75.000 gledatelja dok su u konačnici troškovi izgradnje tribine iznosili 89.000 funti. Taj iznos je razljutio upravu kluba koja je naredila da se provede istraga o cijeni izgradnje. Zbog toga je 1925. godine tadašnji predsjednik Rinder bio primoran podnijeti ostavku.
Villa Park ostao je u gotovo nepromijenjenom izdanju sve do kraja 1950-ih. Do tada je tek popravljena šteta od njemačkog bombardiranja grada tijekom drugog svjetskog rata. Tijekom 1958. i 1959. najavljena su četiri velika projekta. Tada je prostor Bowling Greena postao medicinski prostor, podrum akvarijske zgrade je pretvoren u teretanu, postavljena su četiri velika reflektorska stuba te je kupljen teren za treninge koji je udaljen 460 metara od Villa Parka. Reflektori su prvi puta upotrijebljeni tijekom studenog 1958. u prijateljskom susretu protiv škotskog Heartsa. U ljeto 1962. godine je iznad tribine Doug Ellis Stand izgrađen krov.
FIFA je odabrala da Villa Park bude domaćin tri utakmice Svjetskog nogometnog prvenstva 1966. ali pod uvjetom da tribina Witton Lane Stand bude u potpunosti sjedeća. Tijekom mandata novog predsjednika kluba Douga Ellisa, tijekom ljeta 1969. je započela obnova stadiona koji je bio dosta zapušten te mu je bila potrebna modernizacija. Renoviranje Witton Lane Standa je počelo 1976. jer na toj tribini nije bilo većih radova još od 1924. godine. Tako je u prvoj fazi izgrađen prvi nivo nove betonske tribine dok je u drugoj fazi (započetoj u veljači 1977.) izgrađen drugi nivo. Tribina je službeno otvorena u listopadu 1977. dok su njezin dizajn i oprema bili impresivni u to vrijeme. Sam dizajn je uključivao novine poput AV loga napravljenog od obojenih stolica kao i dvije razine VIP loža.

### Razdoblje nakon tragedije na Hillsboroughu
15. travnja 1989. došlo je do tragedije na Hillsboroughu u kojoj je poginulo 96 Liverpoolovih navijača. Poslije izvještaja o nesreći poznatog kao Taylor Report, postalo je obvezatno da sva mjesta na britanskim stadionima budu sjedeća. Tako je na stajaćem mjestu sjeverne tribine postavljeno 2.900 stolica, krov Holte Enda je proširen na više mjesta dok je na Trinity Road Standu promijenjen krov tribine. Dodatne VIP lože postavljene su na Witton Lane Standu. Uklonjena su sva četiri reflektorska stuba dok je reflektorsko osvjetljenje postavljeno na krovove tribina Trinity Road Stand i Witton Lane Stand.
1992. godine je počela izgradnja nove tribine umjesto Witton Lane te je dovršena u siječnju 1994. po cijeni od pet milijuna funti. Tada je na svečanosti kojom je proslavljen sedamdeseti rođendan bivšeg predsjednika Douga Ellisa objavljeno da će novosagrađena tribina Witton Lane biti preimenovana u Doug Ellis Stand.
Holte End bila je posljednja preostala tribina koja nije ispunjavala Taylorov Report te je dodatni pregled utvrdio da bi postavljanje sjedala na postojeću tribinu bilo neekonomično. Umjesto toga donesena je odluka da se izgradi nova tribina na dvije razine. Rušenje postojeće tribine je počelo posljednjeg dana sezone 1993./94. te je otvorena kao djelomično otvorena u kolovozu 1994. Nova Holte End tribina je kompletno završena tijekom prosinca iste godine i imala je kapacitet od 13.501 sjedećih mjesta.
2000. godine na red je došla Trinity Road Stand tribina. Ona je bila ovdje još od 1922. te je dotad imala više renoviranja i nadogradnji. Rušenje stare tribine je počelo nakon posljednje utakmice u sezoni 1999./00. a nova tribina je bila mnogo veća tako da je kapacitet Villa Parka porastao na današnjih 42.682 sjedećih mjesta. Službeno ju je otvorio princ Charles u studenom 2001. baš kao što je staru tribinu otvorio njegov djed Đuro VI.

## Značajne nogometne utakmice
| Svjetsko nogometno prvenstvo 1966. |
| ---------------------------------- |

| 13. srpnja 1966. 19:30 |     |            | |
| Argentina              | 2:1 | Španjolska | Villa Park, Birmingham Utakmica: utakmica skupine 2 Gledatelja: 48.000 Sudac: Dimitar Rumenčev (Bugarska) |
| Artime 65', 77'        |     | Pirri 67'  | Villa Park, Birmingham Utakmica: utakmica skupine 2 Gledatelja: 48.000 Sudac: Dimitar Rumenčev (Bugarska) |

| 16. srpnja 1966. 15:00 |     |                  | |
| Argentina              | 0:0 | Zapadna Njemačka | Villa Park, Birmingham Utakmica: utakmica skupine 2 Gledatelja: 51.000 Sudac: Konstantin Zečević (Jugoslavija) |
|                        |     |                  | Villa Park, Birmingham Utakmica: utakmica skupine 2 Gledatelja: 51.000 Sudac: Konstantin Zečević (Jugoslavija) |

| 20. srpnja 1966. 19:30  |     |            | |
| Zapadna Njemačka        | 2:1 | Španjolska | Villa Park, Birmingham Utakmica: utakmica skupine 2 Gledatelja: 51.000 Sudac: Armando Marques (Brazil) |
| Emmerich 39' Seeler 84' |     | Fusté 23'  | Villa Park, Birmingham Utakmica: utakmica skupine 2 Gledatelja: 51.000 Sudac: Armando Marques (Brazil) |

| Europsko nogometno prvenstvo 1996. |
| ---------------------------------- |

| 10. lipnja 1996. 16:30 |     |         | |
| Nizozemska             | 0:0 | Škotska | Villa Park, Birmingham Utakmica: utakmica skupine A Gledatelja: 34.363 Sudac: Leif Sundell (Švedska) |
|                        |     |         | Villa Park, Birmingham Utakmica: utakmica skupine A Gledatelja: 34.363 Sudac: Leif Sundell (Švedska) |

| 13. lipnja 1996. 19:30 |     |                               | |
| Švicarska              | 0:2 | Nizozemska                    | Villa Park, Birmingham Utakmica: utakmica skupine A Gledatelja: 36.800 Sudac: Atanas Uzunov (Bugarska) |
|                        |     | Jordi Cruyff 66' Bergkamp 79' | Villa Park, Birmingham Utakmica: utakmica skupine A Gledatelja: 36.800 Sudac: Atanas Uzunov (Bugarska) |

| 19. lipnja 1996. 19:30 |     |           | |
| Škotska                | 1:0 | Švicarska | Villa Park, Birmingham Utakmica: utakmica skupine A Gledatelja: 34.946 Sudac: Václav Krondl (Češka) |
| McCoist 36'            |     |           | Villa Park, Birmingham Utakmica: utakmica skupine A Gledatelja: 34.946 Sudac: Václav Krondl (Češka) |

| 23. lipnja 1996. 19:30 |     |          |                                                                                                 |
| Češka                  | 1:0 | Portugal | Villa Park, Birmingham Utakmica: četvrtfinale Gledatelja: 26.832 Sudac: Hellmut Krug (Njemačka) |
| Poborský 53'           |     |          | Villa Park, Birmingham Utakmica: četvrtfinale Gledatelja: 26.832 Sudac: Hellmut Krug (Njemačka) |

| Kup pobjednika kupova (finale iz 1999.) |
| --------------------------------------- |

| 19. svibnja 1999. 19:45 |     |              | |
| Lazio                   | 2:1 | RCD Mallorca | Villa Park, Birmingham Utakmica: finale turnira Gledatelja: 33.021 Sudac: Günther Benkö (Austrija) |
| Vieri 7' Nedvěd 81'     |     | Dani 11'     | Villa Park, Birmingham Utakmica: finale turnira Gledatelja: 33.021 Sudac: Günther Benkö (Austrija) |

## Vanjske poveznice
- Simon Inglis: "Villa Park: 100 Years", Birmingham: Sports Projects Ltd., 1997., ISBN 978-0-946866-43-4.
- Frank Lee Holt i Rob Bishop: "Aston Villa: The Complete Record", Derby: Derby Books Publishing, 2010., ISBN 978-1-85983-805-1.